# Ашадха
Аша́дха (санскр. आषाढ ) — месяц индуистского календаря, в едином национальном календаре Индии ашадха является четвёртым месяцем года, начинающимся 22 июня и заканчивающимся 22 июля. В нём 31 день.
По лунному религиозному календарю ашадха начинается с новолуния или полнолуния в тот же период времени и также идёт как четвёртый месяц в году.
В солнечных религиозных календарях месяц ашадха начинается со вхождения Солнца в созвездие Близнецов.
В этом месяце есть амбувачи, то есть четыре дня (с 10 по 13 и день тёмной половины месяца), когда земля считается нечистой, и поэтому запрещено заниматься полевыми работами. Именно в месяц ашадха храм Джаганнатха организует праздник «выезда колесниц» (Ратха-ятра), во время которого три статуи из этого храма вывозятся и сотни людей, запрягаясь в колесницы, везут их через весь город. В пятый день тёмной половины этого месяца (или в месяц шравана) проводится Нагапанчами, один из ритуальных праздников в честь змей.